# بيتري فيليانن
بيتري فيليانن (بالفنلندية: Petri Viljanen)‏ (3 فبراير 1987 ببوري في فنلندا - ) هو حكم كرة قدم ولاعب كرة قدم فنلندي في مركز الدفاع. شارك مع منتخب فنلندا تحت 21 سنة لكرة القدم. أما مع النوادي، فقد لعب مع هكا وPorin Palloilijat ‏.

## روابط خارجية
- بيتري فيليانن على موقع قاعدة بيانات كرة القدم.إي يو (الإنجليزية)
- بيتري فيليانن على موقع Soccerway.com (الإنجليزية)